# Чемпионат России по плаванию на короткой воде 2021
Чемпионат России по плаванию на короткой воде 2021 прошёл с 16 по 21 ноября в Санкт-Петербурге в специализированном спортивном комплексе для плавания «Центр плавания». Проводился без зрителей.
Чемпионат стал завершающим этапом отбора в команду на чемпионат мира в Абу-Даби.
Лучшей спортсменкой по количеству набранных очков FINA стала Ника Годун (100 м брассом — 935 очков). Среди мужчин Павел Самусенко набрал 940 очков за выступление на 100 м на спине.
В командном зачете среди субъектов в 1-й группе первое место заняла команда Санкт-Петербург-1 (3108,7 очков). На втором месте — Москва-1 (2434 очков), на третьем — Новосибирская область-1 (1720,3 очков)
Наибольшее количество медалей у женщин завоевала Екатерина Никонова — 7 золотых и 1 серебряную. У мужчин — Сергей Фесиков — 4 золотых и 1 серебряную медаль.

## Призёры

### Мужчины
| Дисциплины                       | Золото | Золото   | Серебро | Серебро  | Бронза | Бронза   |
| -------------------------------- | --- | -------- | --- | -------- | --- | -------- |
| 50 м вольным стилем              | Даниил Марков Новосибирская область-1                                                                          | 21.21    | Павел Самусенко Мурманская область                                                                                             | 21.34    | Дмитрий Жаворонков Самарская область                                                                                      | 21.58    |
| 100 м вольным стилем             | Сергей Фесиков ЯНАО — Калужская обл.                                                                           | 46.95    | Павел Самусенко Мурманская область                                                                                             | 47.21    | Даниил Марков Новосибирская область                                                                                       | 47.40    |
| 200 м вольным стилем             | Николай Снегирёв Москва-1                                                                                      | 1:43.49  | Даниил Шаталов Москва-1 | 1:43.87  | Михаил Вековищев Калужская область                                                                                        | 1:44.39  |
| 400 м вольным стилем             | Даниил Шаталов Москва-1                                                                                        | 3:40.36  | Александр Егоров Москва-1 | 3:42.03  | Алексей Ртищев Санкт-Петербург-2                                                                                          | 3:43.05  |
| 1500 м вольным стилем            | Александр Степанов Ярославская область                                                                         | 14:40.15 | Александр Егоров Москва-1 | 14:41.31 | Руслан Садыков Пермский край                                                                                              | 14:48.16 |
| 50 м на спине                    | Павел Самусенко Мурманская область                                                                             | 23.16    | Сергей Фесиков ЯНАО — Калужская обл.                                                                                           | 23.58    | Александр Михайлов Челябинская область-1                                                                                  | 23.87    |
| 100 м на спине                   | Павел Самусенко Мурманская область                                                                             | 49.33    | Никита Ульянов ХМАО-1 | 50.66    | Егор Доломанов Волгоградская область                                                                                      | 51.40    |
| 200 м на спине                   | Дмитрий Савенко Калужская область                                                                              | 1:51.61  | Егор Доломанов Волгоградская область                                                                                           | 1:51.85  | Алексей Ткачёв Санкт-Петербург                                                                                            | 1:52.13  |
| 50 м брассом                     | Кирилл Стрельников Москва-2                                                                                    | 25.90    | Андрей Николаев Калужская область                                                                                              | 26.05    | Владислав Герасименко Калужская область                                                                                   | 26.43    |
| 100 м брассом                    | Александр Жигалов Кемеровская область                                                                          | 57.38    | Кирилл Стрельников Москва-2 | 57.71    | Андрей Николаев Калужская область                                                                                         | 57.78    |
| 200 м брассом                    | Михаил Доринов Нижегородская область                                                                           | 2:02.76  | Александр Жигалов Кемеровская область                                                                                          | 2:03.25  | Илья Хоменко Ростовская область                                                                                           | 2:05.86  |
| 50 м баттерфляем                 | Олег Костин Нижегородская область-1                                                                            | 22.36    | Роман Шевляков Санкт-Петербург-1                                                                                               | 22.58    | Павел Пахомов Москва-1 | 22.78    |
| 100 м баттерфляем                | Павел Самусенко Мурманская область                                                                             | 49.94    | Роман Шевляков Санкт-Петербург-1                                                                                               | 50.53    | Никита Ульянов ХМАЮ — Югра                                                                                                | 50.96    |
| 200 м баттерфляем                | Александр Харланов Пензенская область-1                                                                        | 1:50.94  | Александр Кудашев Самарская область                                                                                            | 1:51.30  | Даниил Пахомов Архангельская область                                                                                      | 1:52.23  |
| 100 м комплексное плавание       | Сергей Фесиков ЯНАО — Калужская область                                                                        | 52.05    | Даниил Пасынков Москва-1 | 52.63    | Антон Волошин Калужская область                                                                                           | 53.74    |
| 200 м комплексное плавание       | Даниил Пасынков Москва-1                                                                                       | 1:54.19  | Максим Ступин Москва-2 | 1:54.48  | Эдуард Валиахметов Татарстан-1                                                                                            | 1:55.53  |
| 400 м комплексное плавание       | Максим Ступин Москва-2                                                                                         | 4:04.48  | Даниил Пасынков Москва-1 | 4:06.57  | Эдуард Валиахметов Татарстан-1                                                                                            | 4:08.25  |
| Эстафета 4×50 м вольным стилем   | Пензенская область-1 Александр Харланов (22.16) Роман Ларин (21.76) Егор Павлов (22.33) Иван Кузьменко (21.40) | 1:27.65  | Новосибирская область-1 Максим Абловацкий (22.56) Александр Шумилов (21.88) Александр Боровцов (21.38) Арсений Десятов (22.08) | 1:27.90  | Санкт-Петербург-1 Василий Кукушкин (22.19) Илья олстов (21.75) Павел Татаренко (22.38) Алексей Павлов (22.18)             | 1:28.50  |
| Эстафета 4×100 м вольным стилем  | Калужская область Михаил Вековищев (47.63) Сергей Фесиков (46.43) Андрей Арбузов (48.08) Антон Волошин (47.76) | 3:09.90  | Санкт-Петербург-1 Роман Шевляков (48.17) Василий Кукушкин (47.34) Александр Попков (47.68) Александр Фёдоров (48.07)           | 3:11.26  | Новосибирская область-1 Даниил Марков (47.67) Максим Абловацкий (47.67) Арсений Десятов (48.56) Александр Шумилов (48.10) | 3:12.00  |
| Эстафета 4×200 м вольным стилем  | Москва-1 Даниил Шаталов (1:43.75) Пётр Жихарев (1:43.35) Никита Данилов (1:46.64) Николай Снегирёв (1:43.52)   | 6:57.26  | Санкт-Петербург-1 Василий Кукушкин (1:47.49) Александр Фёдоров (1:44.44) Максим Фофанов (1:47.47) Александр Прибыток (1:47.86) | 7:07.26  | Санкт-Петербург-2 Алексей Ртищев (1:44.56) Алексей Федькин (1:47.34) Матвей Гуков (1:48.58) Анаталий Нестеров (1:49.06)   | 7:09.54  |
| Комбинированная эстафета 4×50 м  | Москва-1 Степан Калабин (24.53) Всеволод Занько (25.82) Павел Пахомов (22.96) Илья Шевченко (21.37)            | 1:34.68  | Санкт-Петербург-1 Павел Татаренко (23.95) Владислав Григорьев (27.67) Александр Прибыток (23.08) Василий Кукушкин (21.53)      | 1:36.23  | Тюменская область Дмитрий Мальцев (23.84) Владислав Павлов (28.11) Егор Юрченко (22.39) Арсений Чивилев (21.93)           | 1:36.27  |
| Комбинированная эстафета 4×100 м | Калужская область Дмитрий Савенко (52.08) Андрей Николаев (57.73) Сергей Фесиков (50.73) Антон Волошин (22.27) | 3:27.70  | Москва-1 Никита Третьяков (53.44) Всеволод Занько (56.74) Пётр Жихарев (40.16) Даниил Шаталов (47.65)                          | 3:21.56  | Санкт-Петербург-1 Максим Фофанов (52.43) Владислав Григорьев (59.42) Роман Шевляков (49.65) Василий Кукушкин (47.00)      | 3:28.50  |

### Женщины
| Дисциплины                       | Золото | Золото      | Серебро | Серебро | Бронза | Бронза    |
| -------------------------------- | --- | ----------- | --- | ------- | --- | --------- |
| 50 м вольным стилем              | Арина Суркова Новосибирская область-1                                                                                              | 24.11       | Екатерина Никонова С.-Петербург — Новосибирская обл.                                                                                  | 24.44   | Дарья С. Устинова Санкт-Петербург | 24.51     |
| 100 м вольным стилем             | Екатерина Никонова С.-Петербург — Новосибирская обл.                                                                               | 52.87       | Арина Суркова Новосибирская область-1                                                                                                 | 53.06   | Дарья Клепикова Воронежская область | 53.35     |
| 200 м вольным стилем             | Екатерина Никонова С.-Петербург — Новосибирская обл.                                                                               | 1:54.13     | Дарья С. Устинова Санкт-Петербург | 1:55.65 | Валерия Саламатина Татарстан | 1:55.87   |
| 400 м вольным стилем             | Валерия Саламатина Свердловская область-1                                                                                          | 4:05.93     | Александра Быкова Санкт-Петербург-1                                                                                                   | 4:07.32 | Валерия Егорова С.-Петербург — Калининградская обл.                                                                                     | 4:08.68   |
| 800 м вольным стилем             | Валерия Саламатина Свердловская область-1                                                                                          | 8:21.88     | Яна Курцева Волгоградская область | 8:25.98 | Александра Быкова Санкт-Петербург-1 | 8:31.12   |
| 50 м на спине                    | Дарья Васькина Москва-1 | 26.99       | Александра Курилкина Санкт-Петербург-1                                                                                                | 27.15   | Елизавета Агапитова ХМАО — Югра-1 | 27.42     |
| 100 м на спине                   | Елизавета Агапитова ХМАО — Югра-1                                                                                                  | 57.69       | Дарья К. Устинова Свердловская область-1                                                                                              | 58.36   | Дарья Васькина Москва-1 | 58.46     |
| 200 м на спине                   | Дарья К. Устинова Свердловская область-1                                                                                           | 2:06.04     | Елизавета Агапитова ХМАО — Югра-1 | 2:08.09 | Анастасия Дуплинская Новосибирская область-1                                                                                            | 2:08.49   |
| 50 м брассом                     | Ника Годун Москва-1 | 29.34       | Юлия Ефимова Московская область-1 | 29.69   | Елена Богомолова Нижегородская область-1                                                                                                | 29.80 ЮРР |
| 100 м брассом                    | Ника Годун Москва-1 | 1:03.77     | Юлия Ефимова Московская область-1 | 1:04.37 | Виталина Симонова Новосибирская область-1                                                                                               | 1:04.65   |
| 200 м брассом                    | Юлия Ефимова Московская область-1                                                                                                  | 2:18.06     | Виталина Симонова Новосибирская область-1                                                                                             | 2:19.77 | Анастасия Макарова Московская область-1                                                                                                 | 2:22.63   |
| 50 м баттерфляем                 | Арина Суркова Новосибирская область-1                                                                                              | 24.84       | Дарья Васькина Москва-1 | 25.94   | Светлана Чимрова Санкт-Петербург-1 | 26.08     |
| 100 м баттерфляем                | Светлана Чимрова Санкт-Петербург-1                                                                                                 | 56.74       | Дарья Клепикова Воронежская область                                                                                                   | 57.40   | Анастасия Маркова Вологодская область                                                                                                   | 58.26     |
| 200 м баттерфляем                | Анастасия Маркова Вологодская область                                                                                              | 2:06.45     | Дарья Лунина Москва-1 | 2:10.74 | Яна Курцева Волгоградская область | 2:11.09   |
| 100 м комплексное плавание       | Ирина Шваева Санкт-Петербург-1 | 59.41       | Анастасия Сорокина Краснодарский край                                                                                                 | 1:00.32 | Яна Шакирова Санкт-Петербург-1 | 1:00.41   |
| 200 м комплексное плавание       | Анастасия Сорокина Краснодарский край                                                                                              | 2:09.38     | Ирина Шваева Санкт-Петербург-1 | 2:09.67 | Ирина Кривоногова Пензенская область-1                                                                                                  | 2:11.06   |
| 400 м комплексное плавание       | Анастасия Сорокина Краснодарский край                                                                                              | 4:31.29 ЮРР | Ирина Кривоногова Пензенская область-1                                                                                                | 4:36.41 | Таисия Колесникова Санкт-Петербург | 4:43.51   |
| Эстафета 4×50 м вольным стилем   | Новосибирская область-1 Арина Суркова (24.11) Екатерина Никонова (24.22) Дарья Трофимова (24.49) Анита Грищенко (24.77)            | 1:37.59     | Санкт-Петербург-1 Дарья Татаринова (24.87) Дарья С. Устинова (24.08) Александра Курилкина (25.03) Ирина Шваева (24.91)                | 1:38.88 | Москва-1 Анна Комарова (25.21) Елизавета Сусорова (24.57) Дарья Васькина (24.92) Варвара Чемисова (25.17)                               | 1:39.87   |
| Эстафета 4×100 м вольным стилем  | Новосибирская область-1 Арина Суркова (54.03) Екатерина Никонова (52.73) Анита Грищенко (55.48) Дарья Трофимова (53.75)            | 3:35.99     | Санкт-Петербург-1 Дарья С. Устинова (53.33) Ирина Шваева (54.31) Светлана Чимрова (54.42) Александра Быкова (54.92)                   | 3:36.98 | Москва-1 Анна Комарова (54.63) Юлия Волкова (56.35) Елизавета Сусорова (54.38) Варвара Чемисова (54.22)                                 | 3:39.58   |
| Эстафета 4×200 м вольным стилем  | Санкт-Петербург-1 Александра Быкова (1:58.10) Валерия Козлова (1:58.78) Ирина Шваева (2:00.39) Дарья С. Устинова (1:55.95)         | 7:53.22     | Свердловская область-1 Валерия Саламатина (1:55.57) Мария Тагильцева (2:04.78) Дарья Муллакаева (1:56.36) Дарья К. Устинова (1:58.70) | 7:55.41 | Воронежская область Александра Цветковская (1:59.39) Анастасия Саратова (1:59.64) Анастасия Маёрова (2:08.75) Дарья Клепикова (1:57.57) | 8:05.35   |
| Комбинированная эстафета 4×50 м  | Новосибирская область-1 Анастасия Дуплинская (27.68) Виталина Симонова (30.30) Арина Суркова (25.16) Екатерина Никонова (24.10)    | 1:47.24     | Санкт-Петербург-1 Александра Курилкина (27.40) Яна Шакирова (30.6) Анастасия Лязева (26.48) Дарья С. Устинова (24.11)                 | 1:48.15 | Москва-1 Дарья Васькина (27.63) Ульяна Жданова (30.78) Анастасия Журавлёва (26.56) Анна Комарова (24.96)                                | 1:49.93   |
| Комбинированная эстафета 4×100 м | Новосибирская область-1 Анастасия Дуплинская (58.86) Виталина Симонова (1:04.78) Анита Грищенко (58.86) Екатерина Никонова (52.23) | 3:54.66     | Санкт-Петербург-1 Александра Курилкина (59.34) Яна Шакирова (1:06.63) Светлана Чимрова (56.47) Дарья С. Устинова (52.77)              | 3:55.21 | Москва-1 Дарья Васькина (58.86) Ульяна Жданова (1:07.37) Анастасия Журавлёва (59.96) Анна Комарова (54.44)                              | 4:00.33   |

### Смешанные дисциплины
| Дисциплины                      | Золото | Золото  | Серебро | Серебро | Бронза | Бронза  |
| ------------------------------- | --- | ------- | --- | ------- | --- | ------- |
| Эстафета 4×50 м вольным стилем  | Новосибирская область-1 Даниил Марков (21.48) Александр Боровцов (21.62) Арина Суркова (23.90) Екатерина Никонова (24.02) | 1:31.02 | Санкт-Петербург-1 Василий Кукушкин (22.13) Илья Толстов (21.86) Дарья С. Устинова (23.77) Дарья Татаринова (24.72) | 1:32.48 | Татарстан-1 Александр Обшаров (21.96) Алексей Мерзляков (22.07) Ирина Злобина (25.08) Олеся Корчагина (24.68)                  | 1:33.79 |
| Комбинированная эстафета 4×50 м | Калужская область Анастасия Фесикова (28.19) Андрей Николаев (25.59) Михаил Вековищев (22.16) Елена Давыдова (25.35)      | 1:41.29 | Москва-1 Степан Калабин (24.60) Всеволод Занько (25.89) Дарья Васькина (25.84) Анна Комарова (25.03)               | 1:41.36 | Новосибирская область-1 Анастасия Дуплинская (27.60) Александр Трайт (27.43) Анита Грищенко (25.70) Александр Боровцов (21.19) | 1:41.92 |